# Mezinárodní den biologické rozmanitosti
Mezinárodní den biologické rozmanitosti (nebo také Světový den biodiverzity) je připomínkovým dnem OSN a připadá na 22. května.
Mezinárodní den biologické rozmanitosti je součástí agendy udržitelného rozvoje OSN po roce 2015. V tomto širším rámci mezinárodní spolupráce se tématem biodiverzity zabývají také všichni, kdo řeší příbuzná témata – udržitelné zemědělství; dezertifikace, degradace půdy a sucho; dostupnost vody a související hygiena; zdraví a udržitelný rozvoj; energetika; věda, technologie a inovace, sdílení poznatků a rozvoj kapacit; udržitelný rozvoj měst; udržitelnost dopravy; současné klimatické změny a snižování rizika katastrof; oceány a moře; lesy; ohrožené druhy včetně původních národů; a v neposlední řadě zabezpečení potravin. Kritická role biodiverzity v udržitelném rozvoji byla zdůrazněna v souhrnném dokumentu Konference OSN o udržitelném rozvoji v roce 2012 (Rio+20), „Svět jak jej chceme: Budoucnost pro všechny“ (anglicky „The World We Want: A Future for All“).
Den byl původně v letech 1993–2000 slaven 29. prosince, tak jak byl ustanoven Druhým výborem Valného shromáždění OSN na připomínku výročí platnosti Smlouvy o biologické rozmanitosti. Dne 20. prosince 2000 bylo však datum oslavy Dne biodiverzity změněno na 22. května, jako připomínka dne podpisu této smlouvy v roce 1992 na Summitu Země, konaném v Rio de Janeiru a také z důvodu zamezení kolize s mnoha jinými svátky, jejichž oslavy se obvykle konají koncem prosince.